# Olof Andersson (Stockholms borgmästare)
Olof Andersson, född i Gävle, död 1622 i Stockholm, var en svensk handlande och borgmästare.

## Biografi
Olof Andersson var son till rådmannen i Gävle, Anders Nilsson och Elin Königsdotter som var syster till Petrus Kenicius. Båda föräldrarna tillhörde Bureätten. Hans syster var gift med Michael Hising.
Andersson var borgare i Köpings stad från 1599, och överflyttade 1613 sin verksamhet till Stockholm. Från 1617 var han Stockholms borgmästare. På Södermalm i Stockholm hade han en malmgård, och han var direktör vid Kopparkompaniet.
Han var först gift med Anna från Köping, dotter till Michael Olai Gevaliensis som avled samma år Andersson började sin verksamhet i Köping. Med henne fick han dottern Catharina som var gift med Jacob Feif och är stammoder till den svenska släkten Feif. Efter att Anna Michaelsdotter avlidit gifte han om sig med en dotter till Nils Chesnecopherus.